# 佐々木功 デラックスコレクション
『佐々木功 デラックスコレクション』（ささきいさお デラックスコレクション）は、ささきいさお（佐々木功）のベスト・アルバム。1999年3月20日にCD-BOXとして、日本コロムビアより発売された。5枚組、全96トラック。副題は『男の詩スペシャル』。型番はCOCC-30275〜COCC-30279。
『佐々木功デラックス・コレクション』または『Isao Sasaki Deluxe Collection』などとも表記される。

## 概要
前年に発売された『佐々木功 シングルコレクション』を補完するCD-BOXである。両アルバムをあわせると、1973年から1987年までに佐々木功（ささきいさお）がリリースした楽曲のほぼ全てが揃うようになっている。
帯では「時代（とき）を超えて旨を打つメッセージは魂の詩!」「『シングルコレクション』に続く、佐々木功（ささきいさお）CDボックス第2弾!」などと謳われていた。
収録内容は、シングル盤が存在しないアニメ・特撮ソングの挿入歌が中心。また、それぞれ初CD化となる英語盤アルバムやメッセージ・アルバムなども丸ごと収録されている（詳細は#収録曲および#関連音盤を参照）。ただし、これらの企画アルバムの収録曲で、シングル盤も発売されていたものは『佐々木功 シングルコレクション』と重複する。メッセージ入りの曲には、本CD-BOX内の収録曲と重複するものもある。
アニメソング・デビュー曲「たたかえ! キャシャーン」のテレビサイズ（ナレーションなし）もボーナス収録。

## 収録曲
- 「OP」はオープニングテーマ、「ED」はエンディングテーマ。
- 収録順は、初出年順とは限らない。

### Disc 1
初出年
1973年：No. 1
1974年：No. 2 - 11
1976年：No. 12 - 15
1977年：No. 16 - 20
1978年：No. 23 - 25
1979年：No. 21 & 22
曲目 - 作品名など
1. たたかえ! キャシャーン（テレビサイズ）[6] - 『新造人間キャシャーン』OP
2. キャシャーンアクション - 『新造人間キャシャーン』挿入歌
3. ゴーゴーキャシャーン - 『新造人間キャシャーン』挿入歌
4. キャシャーンマーチ - 『新造人間キャシャーン』挿入歌
5. ぼくらのフレンダー - 『新造人間キャシャーン』挿入歌
6. スワニーよ - 『新造人間キャシャーン』挿入歌
7. さすらいのキャシャーン - 『新造人間キャシャーン』挿入歌
8. ゲッターロボわが命 - 『ゲッターロボ』挿入歌
9. アタック! ゲッターロボ - 『ゲッターロボ』挿入歌
10. いくぜ兄弟! ゲッターロボ - 『ゲッターロボ』挿入歌
11. カムオンゲッター 1・2・3  - 『ゲッターロボ』挿入歌
12. 戦えグレンダイザー - 『UFOロボ グレンダイザー』挿入歌
13. GO! GO! 甲児 - 『UFOロボ グレンダイザー』挿入歌
14. 大介のバラード - 『UFOロボ グレンダイザー』挿入歌
15. 出撃だ! 大空魔竜 - 『大空魔竜ガイキング』挿入歌
16. さすらいのロボット - 『ジェッターマルス』挿入歌
17. 宇宙母艦ジャスダム - 『惑星ロボ ダンガードA』挿入歌
18. 息子よ - 『惑星ロボ ダンガードA』挿入歌
19. 姉さんありがとう - 『新・巨人の星』挿入歌（初CD化？）
20. 友情 - 『新・巨人の星』挿入歌（初CD化？）
21. ぼくらのダイモス - 『闘将ダイモス』挿入歌
22. おれは生きている - 『闘将ダイモス』挿入歌
23. そいつは俺だジャンクーゴ - 『SF西遊記スタージンガー』挿入歌（初CD化？）
24. ぼくらのスタージンガー[7] - 『SF西遊記スタージンガーII』OP
25. 明日に飛べ - 『SF西遊記スタージンガー』挿入歌（初CD化？）

### Disc 2
初出年
1975年：No. 16 & 17
1979年：No. 1 - 13
1980年：No. 14 & 15
曲目 - 作品名など
1. ぼくの行く道 - 『銀河鉄道999』挿入歌
2. 夢のスリーナイン号 - 『銀河鉄道999』挿入歌
3. 目をとじて - 『銀河鉄道999』挿入歌
4. 銀河哀歌 (エレジー) - 『銀河鉄道999』挿入歌
5. ぼくのメーテル - 『銀河鉄道999』挿入歌
6. ガッチャマンの祈り - 『科学忍者隊ガッチャマンII』挿入歌
7. ガッチャマン・マーチ - 『科学忍者隊ガッチャマンII』挿入歌
8. 僕等のガッチャマン - 『科学忍者隊ガッチャマンII』挿入歌
9. 地球に花の冠を - 『科学忍者隊ガッチャマンII』挿入歌
10. ウルトラマン賛歌 - 『ザ☆ウルトラマン』挿入歌
11. スーパーマードック - 『ザ☆ウルトラマン』挿入歌
12. 我ら科学警備隊 - 『ザ☆ウルトラマン』挿入歌
13. 怪獣レクイエム - 『ザ☆ウルトラマン』挿入歌
14. ヤマトより愛をこめて - 『さらば宇宙戦艦ヤマト 愛の戦士たち』主題歌のカヴァー
15. 愛よその日まで - 『ヤマトよ永遠に』主題歌のカヴァー
16. ナゾナゾのミドレンジャー - 『秘密戦隊ゴレンジャー』挿入歌
17. 進めゴレンジャーマシン - 『秘密戦隊ゴレンジャー』挿入歌

### Disc 3
初出年
1976年：No. 1 - 3
1977年：No. 4 - 8
1978年：No. 9 - 21
曲目 - 作品名など
1. ねらった敵はどこまでも - 『宇宙鉄人キョーダイン』挿入歌
2. 地球はやっぱりすばらしい[8] - 『宇宙鉄人キョーダイン』挿入歌
3. 父はいってた - 『宇宙鉄人キョーダイン』挿入歌
4. J.A.K.Q.進めジャッカー - 『ジャッカー電撃隊』挿入歌
5. ジャッカーコバック - 『ジャッカー電撃隊』挿入歌
6. ジャッカーマシンロック - 『ジャッカー電撃隊』挿入歌
7. 行け! スカイエース - 『ジャッカー電撃隊』挿入歌
8. ジャッカー愛のテーマ - 『ジャッカー電撃隊』挿入歌
9. SPACE CRUISER YAMATO[9]
10. AURORA[9]
11. GALAXY EXPRESS 999[9]
12. HYUMA COME BACK[9]
13. DANGUARD ACE[9]
14. THE MAGIC BALL[9]
15. CHEER UP! YOUNG FRIENDS[9]
16. CAPTAIN HARLOCK[9]
17. WINGLESS VICTORY[9]
18. THE COURAGE OF BATTLE[9]
19. MY SON[9]
20. THE WANDERING ROBOT[9]
21. THE RED SCARF[9]

### Disc 4
初出年
1977年：No. 12
1978年：No. 1 - 10
1981年：No. 11
曲目 - 作品名など
1. 星の旅人（メッセージ入り）[10] - 文化放送『セイ!ヤング』内のラジオドラマ『スペースファンタジー エメラルダス』挿入歌
2. 枯木霊歌（メッセージ入り）[10] - 文化放送『セイ!ヤング』内のラジオドラマ『スペースファンタジー エメラルダス』挿入歌
3. 名も知らぬ星（メッセージ入り）[10] - NHK連続ラジオ小説『火の鳥・鳳凰編』挿入歌
4. 傷だらけの翼（メッセージ入り）[10] - NHK連続ラジオ小説『火の鳥・鳳凰編』主題歌
5. 息子よ（メッセージ入り）[10] - 『惑星ロボ ダンガードA』挿入歌
6. 一緒に歩こうこの道を（メッセージ入り）[10] - 『科学忍者隊ガッチャマン』（ドラマ編LP）挿入歌
7. 今日という日は（メッセージ入り）[10] - 劇場映画『走れクラウス』主題歌
8. 友情（メッセージ入り）[10] - 『新・巨人の星』挿入歌
9. さらば友よ（メッセージ入り）[10] - 『科学忍者隊ガッチャマン』（ドラマ編LP）挿入歌
10. 「行け行け飛雄馬」のうたい方[11] - 『新・巨人の星』主題歌
11. 「星のペンダント」のうたい方[12] - 『ヤマトよ永遠に』挿入歌
12. アイアイ - 童謡アルバム『ワイワイ軍団900 リズムでゴーゴー!』（CW-7116）より

### Disc 5
初出年
1981年：No. 1 - 10
1982年：No. 11 - 21
曲目
1. 真夜中余情[13]
2. 黄昏の伝説（朗読）[13]
3. 風を呼ぶ声[13]
4. 闇を行く[13]
5. 自然の開き[13]
6. 旅のさなか（朗読）[13]
7. たゆたい[13]
8. 望郷子守唄[13]
9. 途上の歳月[13]
10. 漂泊の点景[13]
11. デイドリーム[14]
12. スーパー・スター[14]
13. ターミナル[14]
14. 恋はいつも[14]
15. もう一度二人[14]
16. Are You Lonesome To-night?[14]
17. A Fool Such As I[14]
18. I Need Your Love Tonight[14]
19. Wear My Ring Around Your Neck[14]
20. Can't Help Falling in Love[14]
21. I Want You, I Need You, I Love You[14]

## 関連音盤
発売元は、特に断りのない限り日本コロムビア。
- 佐々木功 シングルコレクション（COCC-15199〜COCC-15203）
1998年に発売されたCD-BOX。
1973年から1987年までに発売されたほぼ全てのシングル曲を集めたベスト・アルバム。
- ささきいさお 真赤なスカーフ/アニメロマンの世界（CS-7040）
1977年9月に発売されたLPレコード。
オープニングテーマだけでなく、バラード系のエンディングテーマや挿入歌を含めたベスト・アルバム。
- おとこの詩 ~ナレーションと歌で綴る若者へのメッセージ~（CS-7072）
1978年9月1日に発売されたLPレコード。本CD-BOXが初CD化。
『アニメロマンの世界』前後に発売されたバラード曲の冒頭に、ささき自身によるナレーション（朗読）を入れた企画アルバム。歌そのものの音源は、本CD-BOXおよび『佐々木功 シングルコレクション』に収録されている同名曲と同じ。
- ささきいさお 英語盤/アニメヒットを歌う（CZ-7018）
1978年12月25日に発売されたLPレコード。アルバム丸ごとのCD復刻は本CD-BOXが初。
『アニメロマンの世界』収録曲などを英語で歌った企画アルバム。
- 君もアニメ歌手だ! ヒット主題歌のうたい方（GZ-7100）
1978年6月25日に発売されたLPレコード。
ささき（「行け行け飛雄馬」）の他、堀江美都子（「キャンディ♥キャンディ」）、水木一郎（「キャプテンハーロック」）、大杉久美子（「まっててごらん」）が自分の持ち歌の「うたい方」を指導するという企画アルバム。各曲のオリジナル・カラオケも併録。
- アニメ歌手入門 ヒット主題歌のうたい方（GZ-7198）
1981年11月に発売されたLPレコード。
『君もアニメ歌手だ! ヒット主題歌のうたい方』のフォロー盤で、基礎編から応用編まで、具体的な技術を指導するという企画アルバム。
- 原野行 旅人たちの伝説（CX-7074）
1981年12月5日に発売されたLPレコード。本CD-BOXが初CD化。
真崎守監修・作詞、三木たかし作曲による企画アルバム。一部が朗読になっている。
- DAY DREAM（AF-7118）
1982年5月21日に発売されたLPレコード。アルバム丸ごとのCD復刻は本CD-BOXが初。
佐々木功（ささきいさお）にとって、唯一のオリジナル・アルバム。